# CJボーランド
CJボーランドこと、クリスチャン・ジェイ・ボーランド（Christian Jay Bolland、1971年6月18日 - ）はイギリスのテクノミュージシャン、DJ。

## 経歴
イギリスで生まれた後、3歳の時に一家がベルギーに移住。音楽活動もベルギーでスタートし、1990年にR&SレコーズからThe Project名義でのシングル、Do that danceをリリースしている。1991年にはCJボーランド名義での初のシングルRave Signal Vol. IIを同じくR&Sレコーズからリリースしている。
1996年にリリースしたシングル、Sugar Is Sweeterにて、ビルボード誌のダンスチャートで一位を獲得している。
2002年には自身のレコードレーベル、Mole Recordsを立ち上げている。

## ディスコグラフィー

### CJボーランド名義
- Rave Signal Vol. II（1991年）
- Rave Signal 3（1991年）
- Rave Signal（1991年）
- The Fourth Sign（1992年）
- Camargue (radio edit)（1993年）
- Camargue (remixes)（1993年）
- Live at Universe（1993年）
- Neural Paradox（1995年）
- Electronic Highway（1995年）
- There Can Be Only One（1995年）
- Starship Universe（1995年）
- The Analogue Theatre（1996年）
- Sugar is Sweeter（1996年）
- The Prophet（1997年）
- It ain't gonna be me（1999年）
- See Saw（2002年）
- Digger（2003年）
- The 5th Sign（2006年）

### 他名義
- The Project
  - Do that dance（1990年）
  - Kick The House（1991年）

- Pulse
  - Power House（1991年）

- Space Opera
  - Space 3001（1991年）
  - Space 3001 Remixes（1991年）

- Sonic Solution
  - Beats Time（1991年）
  - Music EP（1991年）
- Beats Time Remixes（1992年）
  - Bagdad（1993年）
  - Turbulence（1994年）

- Schism
  - Red Shift（1995年）

- The Silence/C.J.Bolland
  - Rhythm Freak（2002年）
  - Acid Attack（2002年）

- Magnus
  - Jumpneedle（2003年）
  - Summer's Here（2003年）
  - The body gave you everything （2004年）